# 油麻地
座標: 北緯22度18分47.0秒 東経114度10分14.0秒 / 北緯22.313056度 東経114.170556度
油麻地（ゆまち、広東語読み：ヤウマーテイ、英語名：Yau Ma Tei）は、香港の九龍半島南部の油尖旺区にある地域である。

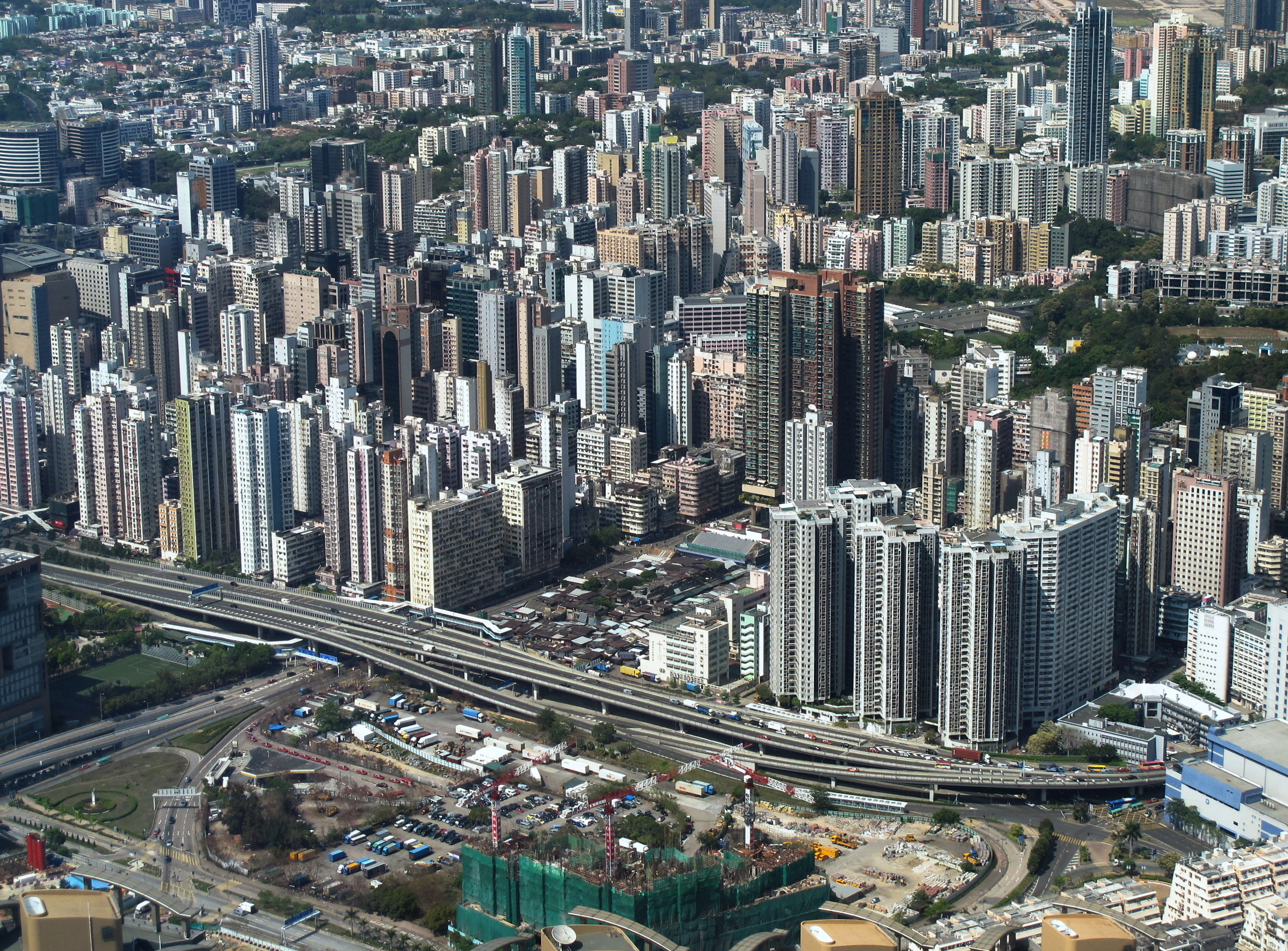
油麻地上空

## 概要
町の中央をネオンサイン輝くネイザンロードが貫く。一歩裏路地に入ると男人街とよばれる観光客も多く訪れるナイトマーケットなどもある下町エリアである。英国統治時代から続く老舗も多い。佐敦などと接している。

## 歴史

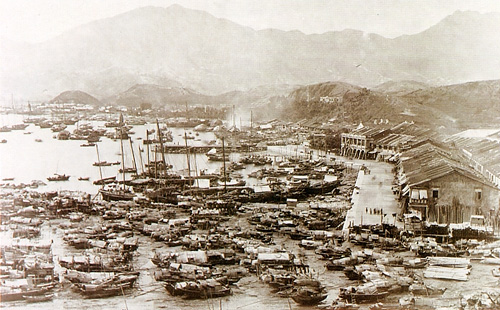
1880年の油麻地

油麻地は九龍の一つの村落であった。油麻地という名前はは油麻地天后廟と切っても切れない関係がある。1870年に建てられた碑には、この地を蔴地と記してある。英国統治時代からは、台湾のような屋台が建て始められた。

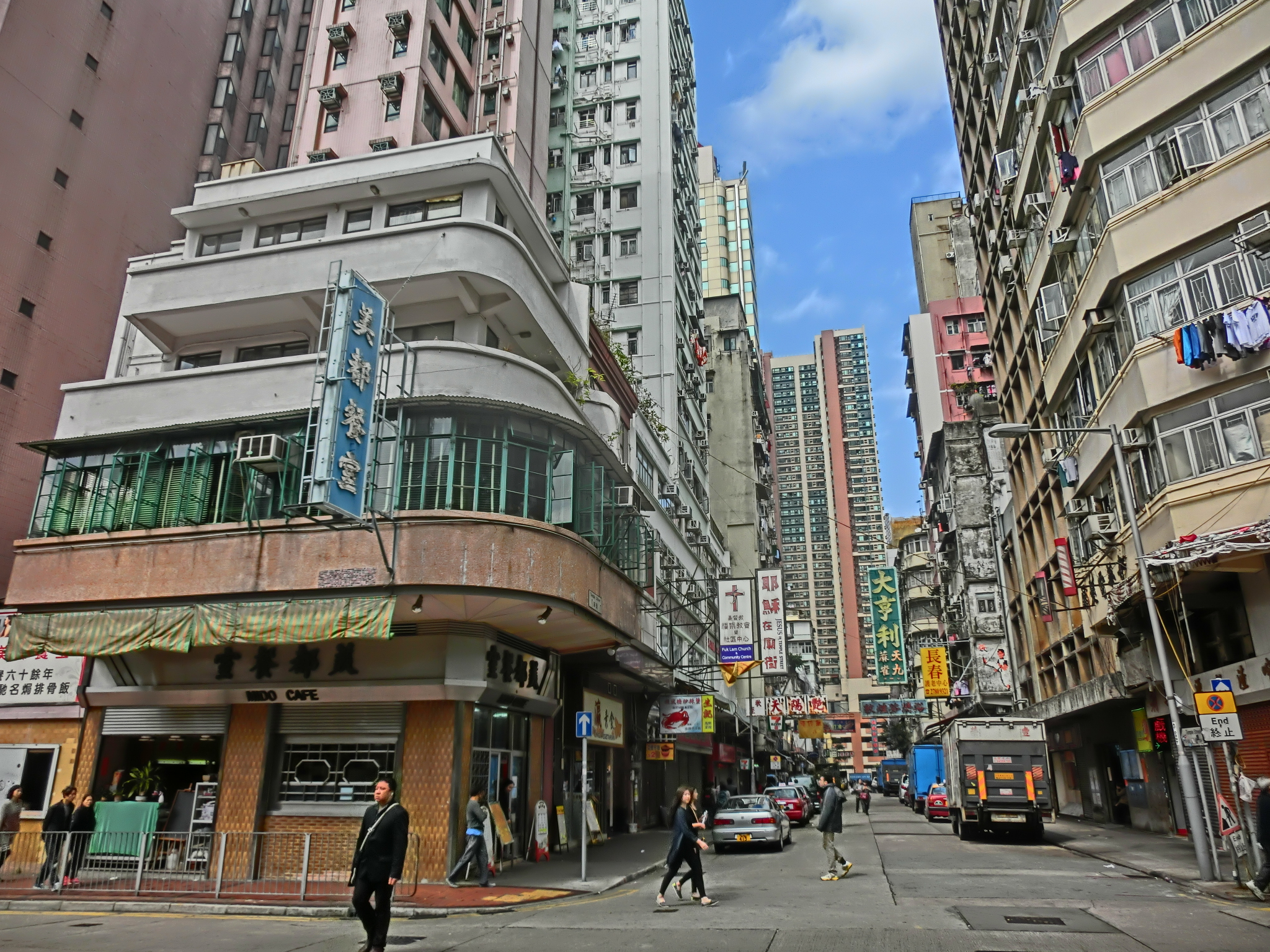
美都餐室の建物

## 教育
- 抜萃女書院（中国語版）
- 九龍華仁書院（中国語版） - 1952年に油麻地に移転
- 基督教香港信義会信義中学（中国語版） - 1958年11月4日創立
- 真光女書院 -  1973年10月12日創立
- 循道中学（中国語版） - 1958年11月1日創立
- 油麻地天主教小学（中国語版） - 1968年9月2日創立
- 明愛白英奇専業学校（中国語版） - 1971年11月20日創立

## 交通
主要幹線道路
- ネイザンロード
- 加士居道
- 渡船街

## 区議会
油麻地の属する油尖旺区の区議会選挙区数は17である。

## 最寄駅
- 香港MTR ■荃湾線■観塘線 油麻地駅